# UEFA EURO 2016予選 セルビア対アルバニア
この項目では、2014年10月14日に行われたUEFA EURO 2016予選・グループI・サッカーセルビア代表対サッカーアルバニア代表の試合について記す。
この試合の前半終了間際、大アルバニア主義を掲げたドローンがスタジアムのピッチ上を飛行し、それをきっかけに双方の選手・サポーターが入り混じっての乱闘が発生した。試合は0 - 0のスコアのまま打ち切られ、この事件を発端とした騒動が各地で起きた。10月23日、UEFA管理・倫理・規律委員会はこの試合を没収試合（3-0でセルビアの勝利）とした上で、双方のサッカー協会に対し10万ユーロの罰金を科した。これに対しセルビア、アルバニアサッカー協会が共に異議申し立てを行い、スポーツ仲裁裁判所はUEFAの判決を取り下げアルバニア側の主張を支持する判決を下し、3-0でアルバニアの勝利とされた。

## 背景
セルビアとアルバニアは2014年2月23日に行われた抽選の結果、同じグループIに入った。両国はコソボ紛争を頂点として、コソボの対応を巡って対立を深めてきた。同じ抽選会ではアルメニアとアゼルバイジャンが政治的対立（ナゴルノ・カラバフ戦争）を理由に別組に分けられたが、両国は直接戦争をしていないので問題ないというUEFAの判断により特別な対応は取られなかった。

## 試合の詳細
| セルビア | 0–3 没収試合 | アルバニア |
| -------- | ------------ | ---------- |
|          | Report       |            |

| セルビア | アルバニア |

|                          |    |                                    |      |
|                          |    |                                    |      |
| GK                       | 1  | ヴラディミル・ストイコヴィッチ     |      |
| CB                       | 5  | マティヤ・ナスタシッチ             |      |
| FB                       | 6  | ブラニスラヴ・イヴァノヴィッチ (c) | 35分 |
| FB                       | 11 | アレクサンダル・コラロヴ           |      |
| CB                       | 13 | ステファン・ミトロヴィッチ         |      |
| RM                       | 7  | ゾラン・トシッチ                   |      |
| CM                       | 8  | ネマニャ・グデリ                   |      |
| CM                       | 14 | ネマニャ・マティッチ               |      |
| CM                       | 10 | ドゥシャン・タディッチ             |      |
| FW                       | 18 | ダンコ・ラゾビッチ                 |      |
| AM                       | 19 | フィリップ・ジュリチッチ           |      |
| 監督:                    |    |                                    |      |
| ディック・アドフォカート |    |                                    |      |

|                        |    |                    |      |
|                        |    |                    |      |
| GK                     | 1  | エトリト・ベリシャ |      |
| RM                     | 2  | アンディ・リラ     |      |
| RF                     | 4  | エルセイド・ヒサイ |      |
| LF                     | 7  | アンシ・アゴリ     | 34分 |
| CB                     | 15 | メルギム・マフライ |      |
| LM                     | 3  | エルミル・レニャニ |      |
| CB                     | 5  | ロリック・カナ (c) |      |
| DM                     | 13 | ブリム・クケリ     |      |
| CM                     | 14 | タウラント・ジャカ |      |
| CM                     | 22 | アミール・アブラシ |      |
| CF                     | 19 | ベキム・バライ     |      |
| 監督:                  |    |                    |      |
| ジャンニ・デ・ビアージ |    |                    |      |

## 事件の発生

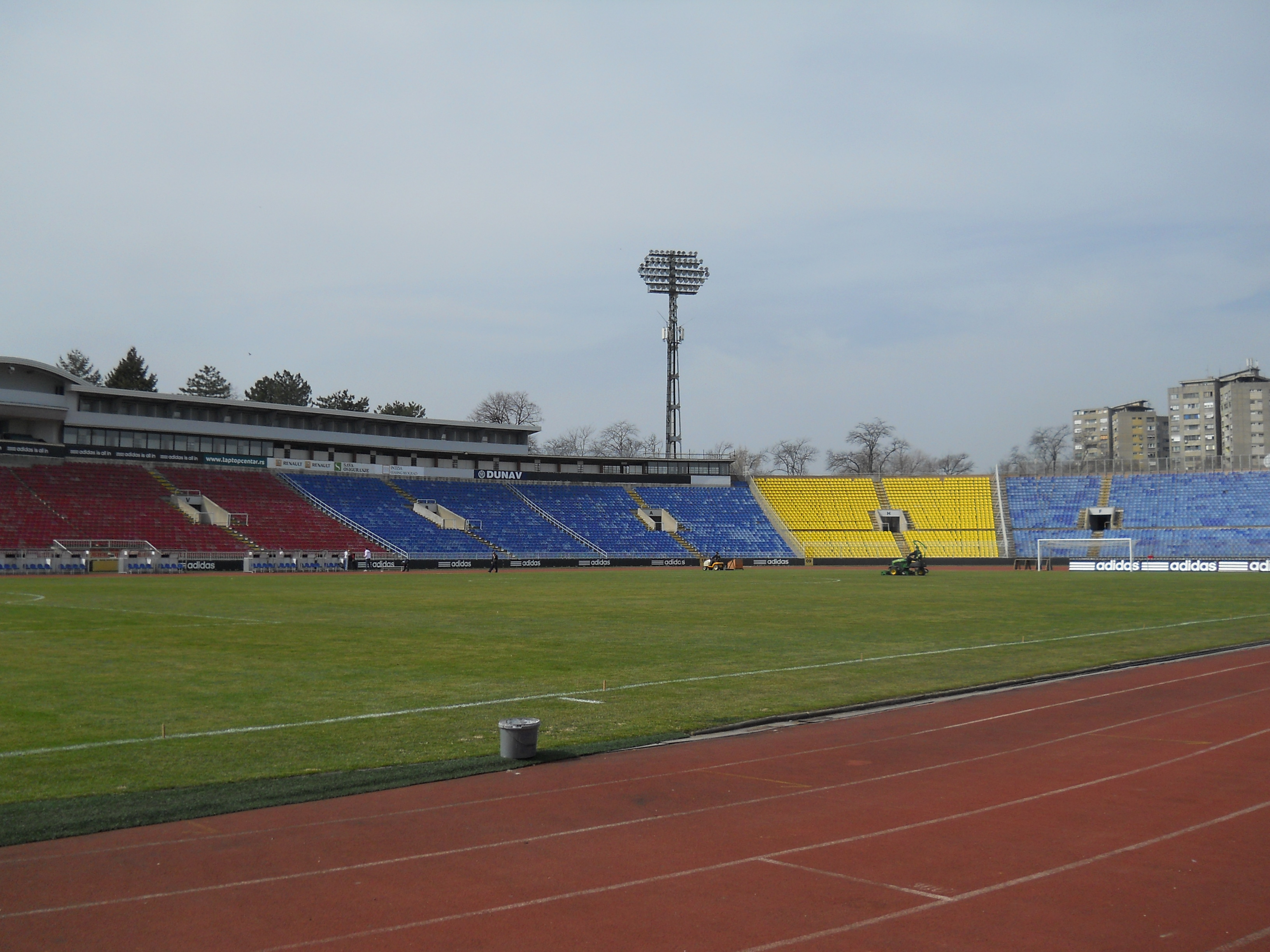
事件の現場となったスタディオン・パルチザーナ

2014年10月14日、セルビアのホームで試合は開催された。両国のサッカー協会およびUEFAは、衝突を予防するためアルバニアサポーターを会場に入れないことで合意していたが、観客の持ち物については配慮されなかった。
アルバニアサッカー協会の報告によると、試合当日、アルバニアの選手たちが乗るバスに対してセルビアのサポーターが石やコンクリートの塊を投げつけ、試合直前のウォーミングアップ中にもピッチ内にものが投げ込まれ続けた。
試合開始前、セルビアサポーターは「アルバニア人を殺せ」「コソボはセルビアのものだ」というチャントを行い、アルバニアの国歌斉唱の際にはブーイングや怒声が上がった。
試合開始直前にはNATO（北大西洋条約機構）の旗が燃やされた。試合開始から15分後、ピッチに発炎筒が投げ込まれた。さらに10分後、セルビアのサポーターがギリシャの国旗を掲揚した。ハーフタイムに入る10分前、コーナーキックを蹴りにいったアンシ・アゴリの前に発炎筒が投げ込まれ、爆発した。アゴリとアシスタントレフェリーの周囲に様々なものが投げ込まれたため試合は一時中断、ダンコ・ラゾヴィッチとアレクサンダル・コラロフがスタンドの観客をなだめた。40秒後に試合は再開され、ピッチに物を投げ込まないようアナウンスがあった。40分頃、ベキム・バライに向かってボトルが投げ付けられ、セルビアのサポーター数名がピッチへの侵入を試みた。

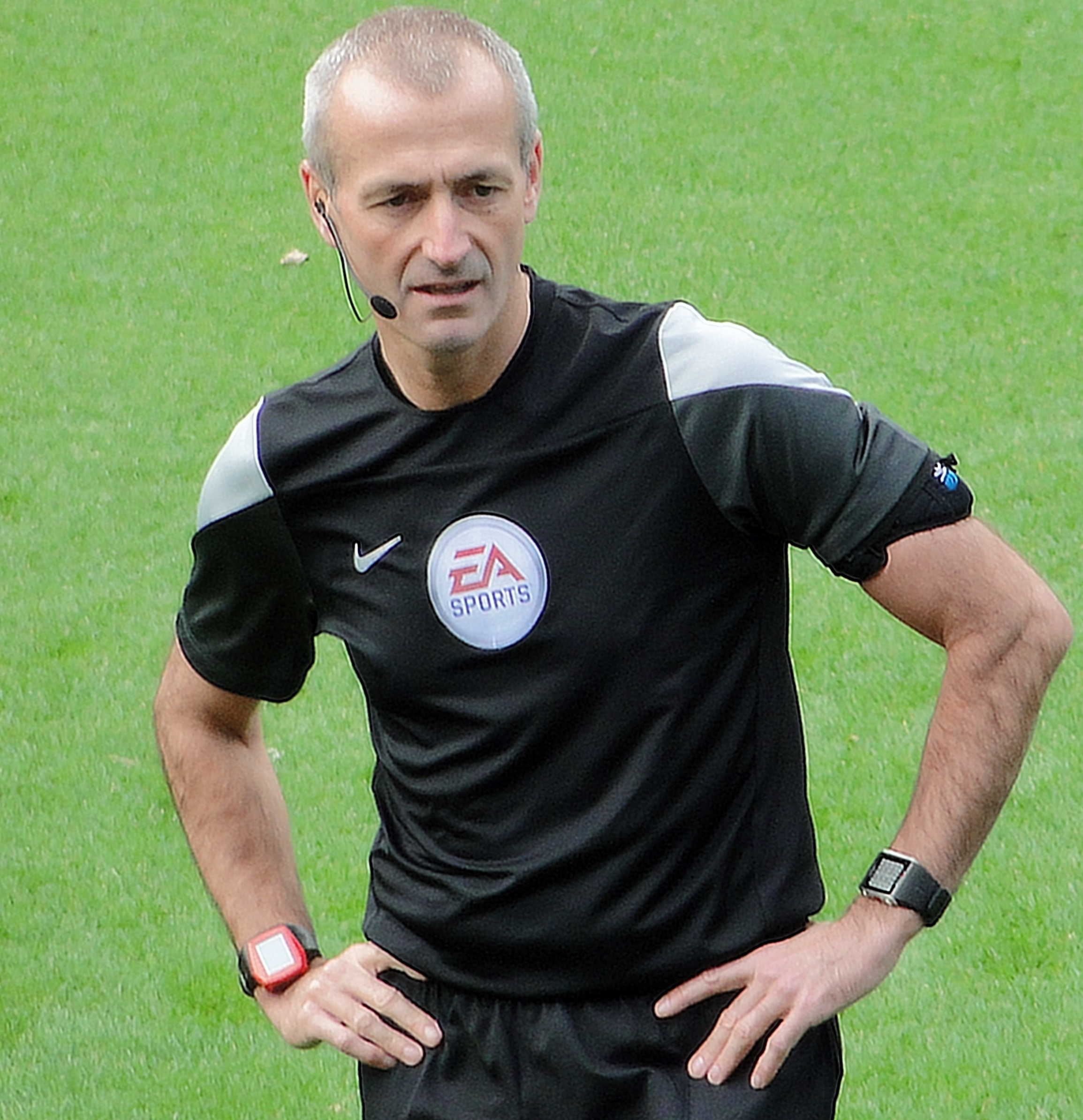
当試合で主審を務めたマーティン・アトキンソン

42分、マーティン・アトキンソン主審はセルビアのサポーターが発炎筒を投げ込み続けたため再び試合を一時中断した。中断中、旗をつり下げた小形のクワッドロータードローンが現れ、ピッチ上空で停止した。旗には近代アルバニア建国の父であるイスマイール・ケマリとイサ・ボレチーニの肖像、「先住民」とアルバニアが独立した「1912年11月23日」の文字、そして大アルバニアの地図が描かれていた。セルビアのステファン・ミトロヴィッチがジャンプして旗を引きずり落とした。これに対しアルバニアのアンディ・リラとタウラント・ジャカが旗を回収しようと走り寄り、両者の間でもみ合いになった。ベキム・バライはミトロヴィッチから旗を取り上げたが、ピッチに乱入したセルビアサポーターがプラスチック製の椅子でバライの背中や頭を殴った。アルバニアキャプテンのロリック・カナが駆け寄ってきてセルビアサポーターを殴り、さらに双方のチームスタッフまで乱闘に参加する事態に発展した。ピッチに侵入したセルビアサポーターがイスやその他の道具でアルバニアの選手を暴行したため、レフェリーは双方の選手たちにピッチを離れるよう指示した。アルバニアの選手たちがドレッシングルームに引き上げる際に様々な物が投げつけられ、セルビアの選手たちが引き上げる際にはスタンディング・オベーションが起きた。30分後、試合は0-0のまま中止することが決定された。セルビア・アルバニアの選手たちは肉体的にも精神的にもダメージを負った。
アルバニア代表のメンバーがスタジアムを離れる際、セルビア警察が彼らのバックを調べたがドローンのコントローラーは見つからなかった。直後にマケドニアのサッカークラブでアルバニア系のFCシュクピの関係者が仕向けたのではないかと疑われたが、確たる証拠は何もなかった。その一方で、エディ・ラマ首相の弟であるオルフィ・ラマがこのドローンの操作に関与していたとして貴賓室で現行犯逮捕された。

## 試合後に発生した事件
試合後、これに関連した事件がセルビア国内外を問わず発生した。
セルビア
ソンボルやスタラ・パゾヴァでは、アルバニア人が経営するパン屋や居酒屋が放火された。中には、爆弾が投げ込まれたものもあった。
モンテネグロ
首都であるポドゴリツァのアルバニア大使館には石が投げ込まれ、窓ガラスが割れた。これに対し、アルバニアのモンテネグロ大使館には抗議文書が送られた。
ウルツィニ、プラヴ、トゥジのアルバニア系モンテネグロ人はアルバニア代表を祝福した。ポドゴリツァで発生した学生同士の喧嘩では、4人が病院で手当を受けた。
南アルバニア
セルビアでの事件が報道された直後、国粋主義者約100人が旗やスローガンを掲げ、各地のギリシャ系住民が襲撃された。警察介入後は沈静化した。これに対し、ギリシャ政府は大使館を通じてアルバニアに抗議を行った。
オーストリア
試合後、ウィーンでアルバニア人50人ほどがセルビア人の経営するコーヒー店に瓶を投げつけた。周辺に留めてあった警察車両を含む乗用車数台が被害を受けた。

## 判決

### UEFAの判決
試合後、UEFAはセルビアとアルバニア双方のサッカー協会に対する懲戒処分を行うことを明らかにした。処分の対象となったのは、セルビア側が発炎筒その他の投げ込み、騒乱の発生、ピッチへの侵入、不十分な警備、レーザーポインターの使用。アルバニア側がプレーの拒否と許可されていないバナーの掲揚である。
2014年10月23日、UEFA管理・倫理・規律委員会が開かれた。翌日、UEFAが処分の内容を発表した。当該試合は没収試合となり、3–0でアルバニアの敗北とすること、セルビアは勝ち点3を剥奪し次回ホーム開催の試合は無観客で行うこと、そして双方のサッカー協会に罰金10万ユーロが科された。この判決にセルビア、アルバニア両方のサッカー協会が上訴を行ったが、UEFAは判決を支持した。

#### UEFAの判決に対する反応
- アルバニア代表の選手、監督、協会関係者、更には大統領やアルバニアにルーツを持つ外国人に至るまで、UEFAの判決に対する不満を露わにした[30][31][32][33][34]。

- 10月15日、UEFAの本部があるスイスのニヨンにおいてアルバニアのサポーターが抗議活動を行った[35]。ほかにもティラナ[36]、プリシュティナ、ポドゴリツァ、テトヴォで同様の抗議活動が行われた[37]。
- 海外メディアの中にはセルビア人サポーターによる暴力行為と、判決後のセルビア人の反応を批判するメディアもあった[38]。
- アルバニア人音楽家のアルディト・ジェブレアもセルビア製品のボイコットを呼びかけた[39]。

### CASの判決
アルバニアとセルビアのサッカー協会双方がUEFAの判決に異議申し立てを行ったため、スポーツ仲裁裁判所(CAS)で改めて審議を行うことが決定した。2015年7月10日にCASはセルビア側の主張を退け、当該試合を0–3でセルビアの敗北とし、さらに勝ち点3を剥奪する判決を下した。

## EURO 2016予選への影響
CASの判決で勝ち点3を得たアルバニアは合計14ポイントでグループ2位となり、本戦出場を達成した。アルバニアに次ぐ12ポイントを獲得したデンマークが3位でプレーオフに回り、スウェーデンと対戦したが敗退した。セルビアは4ポイントで4位に終わり、本戦出場を逃した。